# Італійська школа фехтування

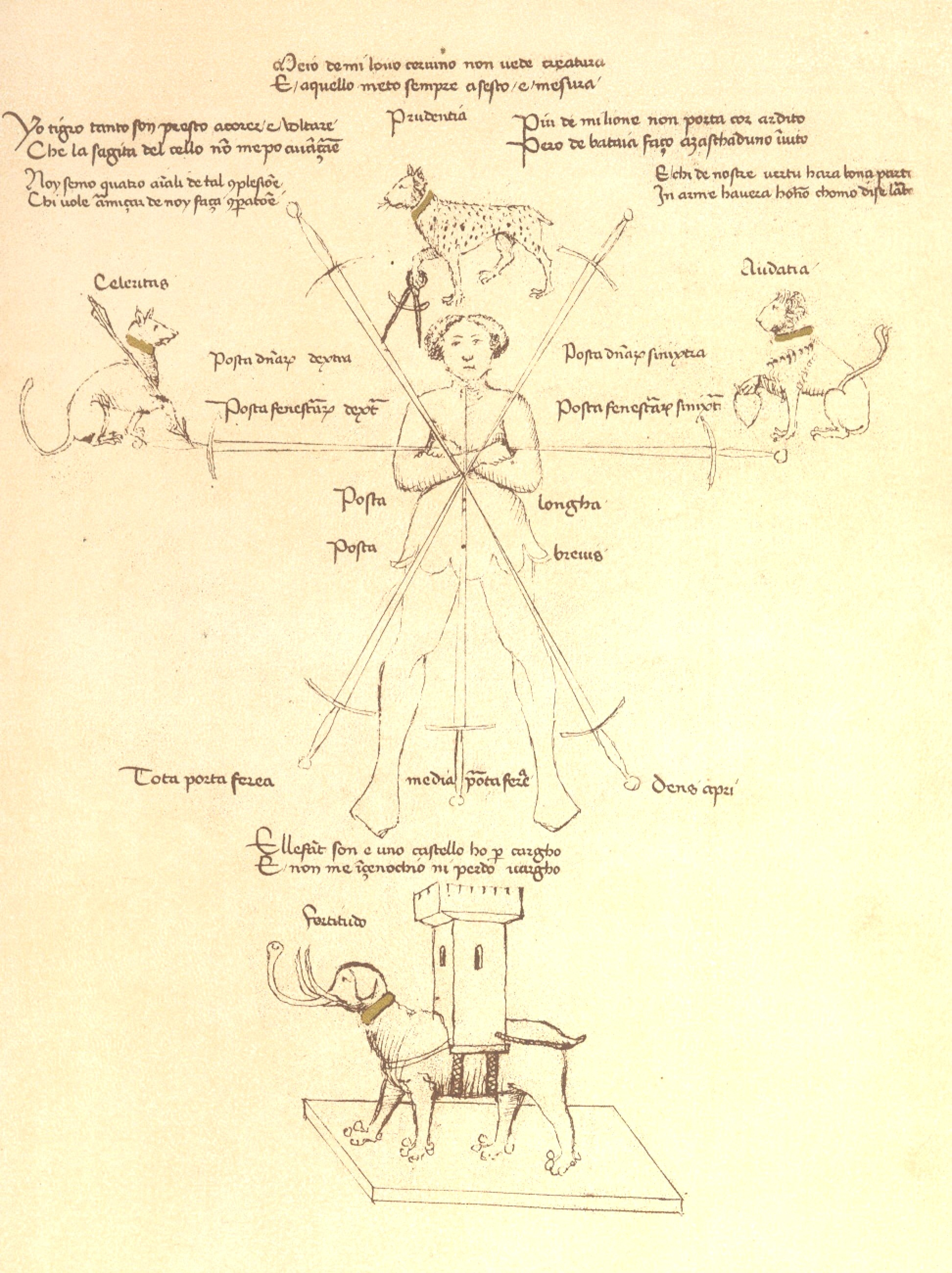
Гравюра «Сім мечів» з книги «Квітка Битви», написаної в Пізі. Четверо тварин символізують розсудливість (рись), витривалість (тигр), сміливість (лев) і силу волі (слон).

Італійська школа фехтування — стиль володіння холодною зброєю (переважно шпагою). Термін вживається для техніки фехтування, що була створена в Італії і проіснувала з початку XV до кінця XIX століття.
Незважаючи на те, що зброя і причини для її використання змінювалися протягом цих п'яти століть, фундаментальні основи італійського стилю все ж залишилися незмінними. Базові принципи будувалися на захисних елементах, почутті темпу і умінні швидкого переходу з оборонних дій в атакуючі. Вважається, що саме італійці створили пріоритет «вбивати уколом вістря, а не ударом леза».
У XVI столітті цей напрям успадковувала інша школа фехтування — Болонська (відома також як «школа Дарда»). Завдяки злиттю італійської школи фехтування і декількох інших стилів, з'явилося сучасне фехтування.
На території сучасної Італії тривалий історичний період велися війни, а основними державами, охочими завоювати Італію, були Іспанія та Франція. Даний факт є першим посиланням, яке свідчить про те, що на італійське фехтування значно вплинули іспанська та французька школи фехтування.

## Історія
Найбільш ранній з відомих трактатів з фехтування, який частково описував мистецтво бою і без зброї, відомий як «Квітка Битви» (італ. «Flos Duellatorum»). Цей італійський манускрипт, написаний Фіоре де Лібері в 1409 році, має розділи по рукопашним прийомам, використання кинджала, короткого меча, довгого меча, алебарди і списи.
Ще один важливий трактат, написаний Філіппо Ваді між 1482 і 1487 роками, називається «De Arte Gladiatoria Dimicandi». Незважаючи на різні стилі застосування зброї в цих двох книгах, робота Ваді була заснована на трактаті Лібері.
Існує версія, що стиль фехтування Ваді є перехідним між технікою Лібері і майстрів Болонської школи.
У XVI столітті почали видаватися безліч робіт, присвячених, як правило, ріжучим і колючим ударам шпагою. Однак частково в цих збірниках згадувалися інструкції і по використанню інших видів зброї. Загальний огляд італійських посібників з фехтування XVI століття включає наступний список комбінацій зброї: тільки шпага (або меч), шпага і кинджал, шпага і різні види щитів, шпага і плащ, шпага і латна рукавиця, дві шпаги, дворучний меч, тільки кинджал, кинджал і плащ, алебарда, спетум, глефа, протазан, протазан і щит, спис, піка, рукопашні прийоми проти супротивника з кинджалом.
У XVII столітті, коли шпага остаточно витіснила меч, з'явилися нові керівництва по використанню холодної зброї. Однак, незважаючи на велику кількість комбінацій в минулому столітті, трактати XVII століття обмежувалися описом фехтування тільки шпагою (або шпагою і кинджалом, плащем або щитом). З XVII до початку XIX століть італійська школа фехтування майже не мала змін.
В основу італійського фехтування ліг трактат Франческо Альфієрі — майстра венеціанської школи фехтування «L'arte di ben maneggiare la spada», «Мистецтво чудового володіння мечем» в 2017 році, переклад зробили Науково-Дослідний Інститут «Світових традицій військових мистецтв і кримінальних досліджень застосування зброї» спільно з Школою іспанського фехтування «Дестреза Ачінеч».
У 1883 році міністерством оборони Італії офіційно був прийнятий трактат Масаніелло Парізе. Саме з цього періоду починається перетворення італійської школи фехтування в сучасний спорт. Стиль Парізе дійшов до наших днів практично без змін, хоча в нього і були додані деякі прийоми.
Сучасне історичне фехтування в країнах Європи і США має велику кількість послідовників, які вивчають італійську школу фехтування і використовують трактати XV—XIX століть.

## Трактати
Деякі відомі трактати з фехтування італійських майстрів:

### Середньовічний / ранній ренесанс
- Фіоре де Лібері[en] («Квітка Битви»[en], 1409)
- Філіппо Ваді («De Arte Gladiatoria Dimicandi», 1482—1487)
- П'єтро Монте («Exercitiorum Atque Artis Militaris Collectanea in Tris Libros Distincta», 1509)

### Ренесанс / бароко
- Антоніо Манціоліно («Dardi school», 1531)
- Антоніо Манчіоліно, школа Дарда, Opera Nova per Imparare a Combattere, & Schermire d'ogni sorte Armi — 1531
- Ахілла Мароцці, школа Дарда, Opera Nova Chiamata Duello, O Vero Fiore dell'Armi de Singulari Abattimenti Offensivi, & Diffensivi — тисячу п'ятсот тридцять шість
- Anonimo Bolognese, школа Дарда, L'Arte della Spada (рукописи M-345 / M-346) — (ранній або середній 16-е століття Презентація класу 2006 року[Архівовано 2011-09-28 у Wayback Machine.])
- Франческо Алтона, Мономаха: Monomachia: Trattato dell'Arte di Scherma — 1550
- Камілло Агріппа, Trattato di Scientia d'Arme con un Dialogo di Filosofia — 1553
- Джакомо ді Грассі, Ragion di Adoprar Sicuramente l'Arme si da Offesa, come da Difesa — 1570
- Джованні дав Агоччі, школа Дарда, Dell'Arte di Scrimia — 1572
- Анджело Віггіані дав Монтоне, школа Дарда, Trattato dello Schermo — 1575
- Джованні Антоніо Ловін, Prattica e theorica del bene utilerare tutte le sorti di arme — 1580
- Вінцент Савіола, His Practise — 1595
- Марко Докчоліні, Trattato in Materia di Scherma — 1601
- Сальватор Фабріс, De lo Schermo ovvero Scienza d'Armi — 1606
- Ніколетто Гіганті, Scola overo Teatro — 1606[4]
- Рідольфо Капоферро, Gran Simulacro dell'Arte e dell'Uso della Scherma — 1610
- Франческо Альфьери, La Scherma di Francesco Alfieri — 1640
- Джузеппе Морсікато Паллавічині, La Scherma Illustrata — 1670
- Джузеппе Морсікато Паллавічині, La seconda parte della Scherma Illustrata — 1673
- Франческо Антоніо Марчеллі, Regole della Scherma — 1686
- Бонді ді Мазо, La Spada Maestra — одна тисячі шістсот дев'яносто шість

### Класичні
- Джузеппе Росаролл — Скорце і П'єтро Грісетті, «La Scienza della Scherma» — 1803—1871., 3-е изд.
- Джузеппе Радаеллі, La Scherma di Sciabola e di Spada — 1876
- Масаніелло Парізі, Trattato della Scherma di Spada e Sciabola — 1883 г. 1-е изд. — 1904., 5-е изд.
- Масіелло, Фердінандо, Trato teorico-pratico della scherma di spada e sciabola — одна тисячі вісімсот вісімдесят чотири
- Масіелло, Фердінандо і Чюлліні Бродвей — +1889
- Масіелло, Фердінандо, La Scherma di Fioretto. 2-е изд. — 1902
- Масіелло, Фердінандо, Фехтування Скьяроли. 3-е изд. — 1902
- Пекораро, Сальваторе Пессіна, Карло. La Sciabola — 1910
- Вільям М. Гоглер "The Science of Fencing. Revised ed. "- 2004 ISBN 1-884528-05-8